# 내정초등학교
내정초등학교(內亭初等學校)는 대한민국 경기도 성남시 분당구에 있는 공립 초등학교이다.

## 학교 연혁
- 1991년 3월 11일 내정 초등학교 설립 인가
- 1992년 5월 20일 초대 문영규 교장 취임
- 1992년 6월 1일 내정초등학교 개교(6학급)
- 1993년 2월 17일 제1회 졸업식(112명)
- 1996년 3월 1일 내정초등학교로 개칭
- 2007년 9월 1일 제6대 이봉숙 교장 취임
- 2010년 2월 11일 제18회 졸업식(235명 졸업) 총 4,463명
- 2011년 2월 11일 제19회 졸업식(237명) 총 4,700명
- 2013년 2월 15일 제21회 졸업식(260명) 총 5219명
- 2013년 9월 2일 제8대 김현진 교장 취임
- 2014년 2월 14일 제22회 졸업식(236명) 총 5,455명
- 2015년 2월 14일 제23회 졸업식(201명) 총 5,656명
- 2015년 3월 2일 37학급 편성
- 2016년 2월 14일 제24회 졸업식 (236명) 총 5,455명
- 2016년 3월 2일 37학급 편성
- 2017년 3월 2일 37학급 편성

## 참고 자료
- 내정초등학교 - 한국교육학술정보원 학교알리미